# Aeroportul Saint Helena
Aeroportul Saint Helena (IATA: HLE, ICAO: FHSH) este un aeroport din Insula Sfânta Elena, Sfânta Elena, Ascension și Tristan da Cunha, Regatul Unit ce deservește zona Jamestown. Aeroportul a fost tranzitat în octombrie 2022 de 438 de pasageri. A fost deschis în 14 octombrie 2017 și numit după Insula Sfânta Elena.
Situat la o altitudine de 309 m, aeroportul dispune de 1 pistă.

## Infrastructură

### Piste
Aeroportul dispune de o singură pistă. Pista 02/20 are suprafața de beton și dimensiunile 1.950 m × 45 m. 